# Sarah’s Scribbles
Sarah's Scribbles ist ein Webcomic der Cartoonistin Sarah Andersen, der 2011 erstmals veröffentlicht wurde. Ursprünglich publizierte Andersen den Webcomic auf Tumblr, seitdem findet er jedoch Verbreitung auf diversen Plattformen wie Facebook, Instagram, Tapas oder ihrer eigenen Webseite. Sarah's Scribbles erzählt von Andersens eigenen Erfahrungen als Millennial und behandelt das Thema Erwachsenwerden. Der Comic wurde auf der Plattform Tapas millionenfach angesehen und gewann drei Mal in Folge den Goodreads Choice Award und einen Ringo Award. Andersen veröffentlichte drei Comicsammlungen in Buchform: Adulthood is a Myth (Erwachsen werd ich vielleicht später), Big Mushy Happy Lump und Herding Cats.

## Inhalt
Sarah's Scribbles hat das Erwachsenwerden der Generation Y zum Thema. Andersen beschreibt die Millennials als „liking to laugh at themselves“ („gern über sich selbst lachend“). Der Webcomic ist halbautobiografisch, da er Andersens eigene Erfahrungen sowie die ihrer Freunde widerspiegelt. Andersen gab an, dass der Hauptcharakter zwar eigentlich Sarah genannt wird, also sie selbst darstellt, aber sie  vermeidet es, den Namen in den Comics zu verwenden. Sie begründet dies mit: „I feel like people project themselves onto her… I feel like calling her Sarah within the panels has this strange effect of making her more of an individual and less relatable.“ („Ich nehme wahr, dass die Leute sich in die Figur hineinprojizieren… Wenn ich sie Sarah in den Panels nenne, empfinde ich den eigenartigen Effekt, dass ich sie mehr zu einem Individuum mache und weniger identifizierbar“). Andersen hat entschieden, nicht ihr eigenes Gesicht als Foto zu veröffentlichen, sondern sich selbst durch ihre schwarzhaarige Comicfigur zu repräsentieren.
Andersens Webcomic folgt seiner schlecht frisierten Protagonistin durch den Alltag, die mit einer Sozialphobie, Problemen mit ihrem Körperbild und Faulheit zu kämpfen hat. Die Comics behandeln Alltagssituationen wie sich selbst schlecht zu fühlen durch die Konfrontation mit Fitnessfanatikern, die Angst vor Montagen oder zusammenpassende Socken als Erfolg zu verzeichnen, während Schulfreunde bereits Kinder aufziehen. Der Comic persifliert zudem toxische Männlichkeit.

## Veröffentlichungsgeschichte

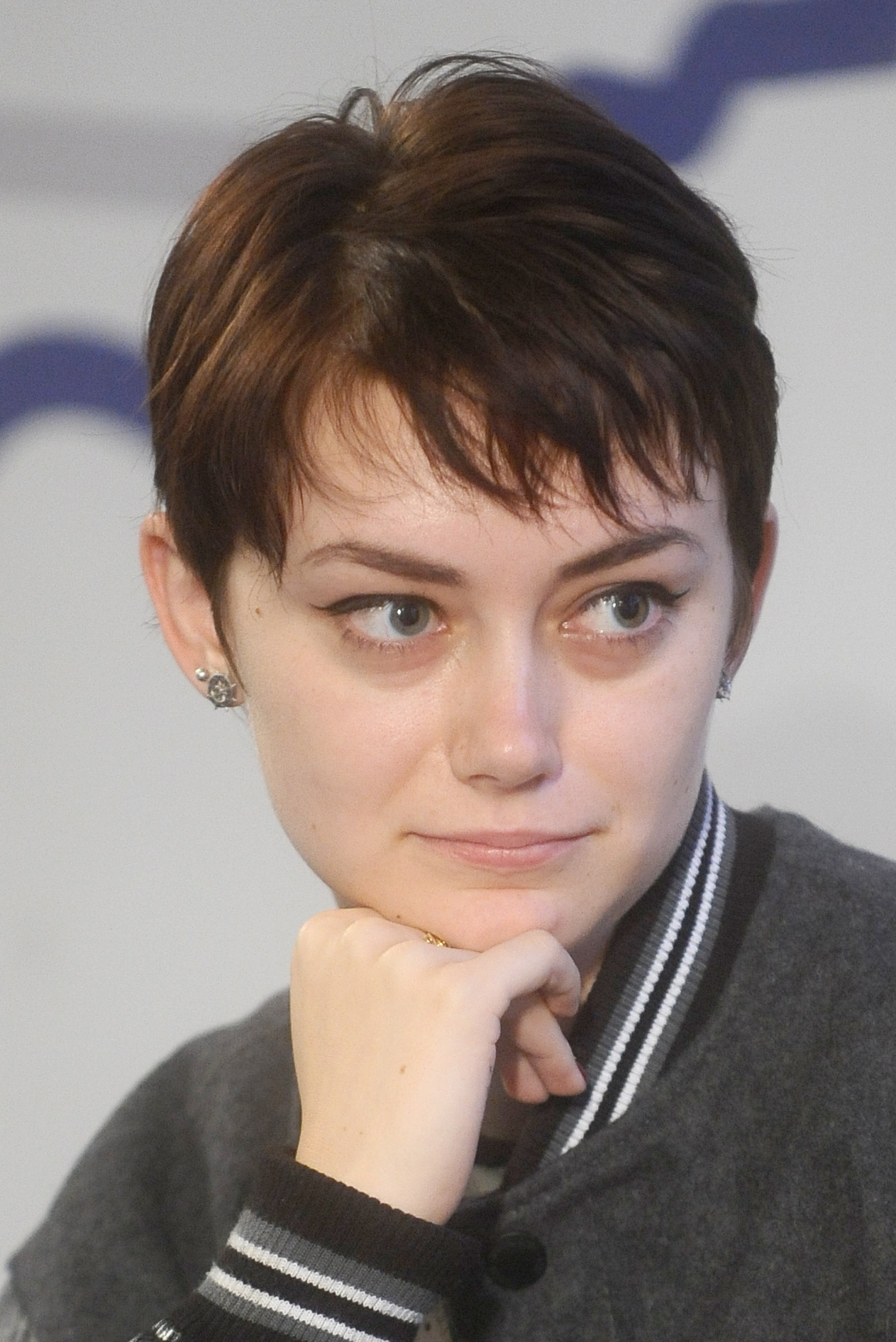
Sarah Andersen at Lucca Comics & Games in 2016.

2013 veröffentlichte Andersen den Comic erstmals auf Tumblr, während sie am Maryland Institute College of Art studierte.  Ursprünglich lautete der Name Doodle Time, dieser wurde jedoch aufgrund der Zusammenarbeit mit GoComics zu Sarah's Scribbles geändert.
Andersen gab an, dass ihr das Format des Webcomics erlaubte, die Reaktionen ihrer Leserschaft zu beobachten und ihre Arbeit so ständig zu verbessern. Als Comicformat wählt sie fünf Panel, weil diese beim Herunterscrollen auf Displays gut angezeigt werden können, was die Verbreitung auf Seiten wie Tumblr oder Instagram begünstigt.
2016 gab Andersen erstmals eine Sammlung ihrer Comics unter dem Titel Adulthood is a Myth bei Andrews McMeel Publishing als Buch heraus. 2017 folgte Big Mushy Happy Lump und 2018 Herding Cats. Ihr Debüt Adulthood is a Myth wurde in zahlreiche Sprachen übersetzt.

## Rezeption
Sarah's Scribbles war 2019 der zweiterfolgreichste Comic auf Tapas mit 46,9 Millionen Zugriffen und 176.000 Abonnenten.
Jedes Sarah's Scribbles Buch hat von 2016 bis 2018 einen Goodreads Choice Award in der Kategorie Graphic Novel & Comics gewonnen. 2018 wurde der Webcomic zudem mit dem Ringo Award für den besten Comic Strip ausgezeichnet und 2020 für den besten Comic Strip und den besten Cartoonisten nominiert.